# Collegetoren
De Collegetoren of Sint-Amandstoren, vaak ook de Noordtoren of kortweg de Noord genoemd, was een 64 meter hoge toren in de Belgische stad Kortrijk. De toren maakte deel uit van het voormalige Sint-Amandscollege campus Noord. De toren langsheen de rivier de Leie was samen met de Sint-Maartenstoren een van de hoogste gebouwen van de stad en domineerde sinds zijn bouw mee de skyline van de stad tot zijn sloop in 2017. Vlak naast de Collegetoren verscheen de nieuwe woontoren K-Tower.

## Geschiedenis

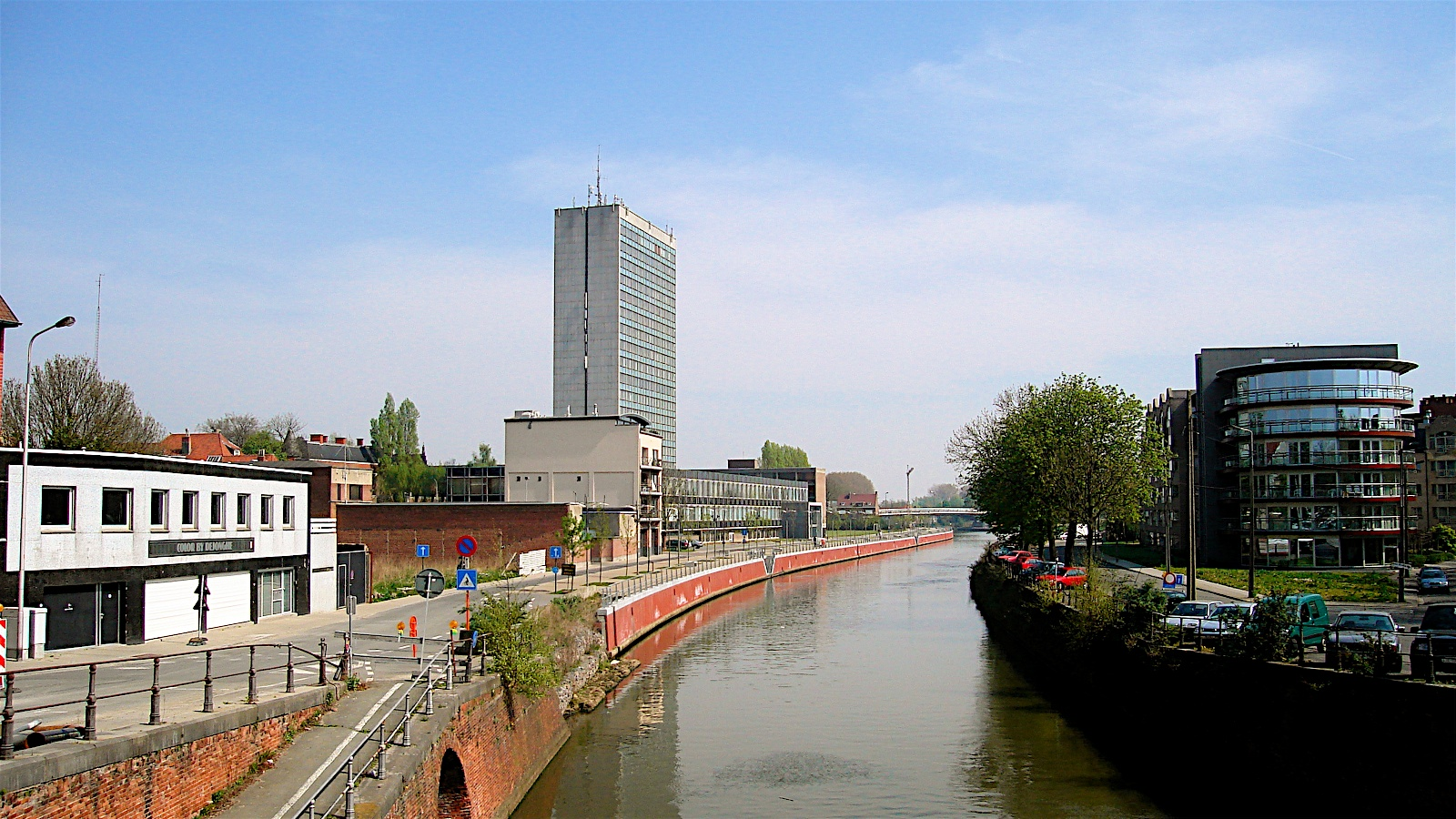
De site Sint-Amandscollege Noord met de Collegetoren aan de Diksmuidekaai.

In de naoorlogse periode kende het leerlingenaantal in de Kortrijkse middelbare scholen een erg sterke groei. Net als zijn voorgangers zocht de toenmalige directeur J. Vantieghem (1960-1971) een oplossing voor het permanente tekort aan studie- en klasruimte. Om ook ruimte te bieden aan het groeiende aantal interne leerlingen, werd in 1965 de bouw aangevat van een groot nieuw schoolcomplex met als blikvanger een nieuwe internaatstoren aan de Diksmuidekaai. Dit zou ook de nieuwe toegang en het nieuwe adres van de school worden vanaf 1971.
Na meerdere jaren werken opende het torengebouw in september 1971 de deuren. Het torengebouw omvatte een nieuw internaat met zo'n 300 kamers. Twee opendeurdagen (12 en 13 februari 1972) brachten het publiek in contact met het nieuwe aanbod.
Externe factoren zouden het hoge verwachtingspatroon echter doorkruisen: het totale schoolbezoek in Vlaanderen - weliswaar met regionale verschillen - daalde door een terugval van het geboortecijfer tot -40 %; de oliecrisis van 1973 en de daaraan verbonden aanslepende economische crisis (met een historisch hoge werkloosheid en een groeiende staatsschuld) deden het aantal internen teruglopen. 
Gaandeweg liepen de exploitatiekosten per leerling-intern uit de hand. Verliezen we trouwens niet uit het oog dat de vrije internaten geen overheidstoelagen ontvingen voor de stijgende personeelskosten. Bovendien zorgde de invoering van de vijfdaagse schoolweek (1973) voor een in de tijd beperktere aanwezigheid van de leerlingen op school; de invoering van het vernieuwd secundair onderwijs (vso, ook type I genoemd) zette in 1982 het onderwijs op zijn kop. Het traditionele systeem van 2 maal 3 leerjaren werd vervangen door 3 maal 2 leerjaren; in de campussen Harelbeke en Zuid kon het leerlingenaantal zich handhaven; door de latere overstap van die leerlingen naar de campus Noord (Diksmuidekaai) kampte de bovenstructuur met een fors dalend leerlingenaantal.

## Heden
Naar het eind van de twintigste eeuw daalde het aantal internen gevoelig waardoor een groot deel van de toren kwam leeg te staan. Een herbestemming bleek niet eenvoudig. De brandveiligheid vormde hierbij de belangrijkste hinderpaal. Het torengebouw werd opgetrokken in een periode waarin de normen voor brandveiligheid minder streng waren. De inspecties van de Kortrijkse brandweer leverden steeds dezelfde opmerkingen op: bij een eventuele brand kunnen personen uit de hoogste verdiepingen niet snel genoeg beneden zijn. 
Aan het begin van de 21e eeuw schreef het Stadsontwikkelingsbedrijf Kortrijk een architectuurwedstrijd uit om de toren een nieuwe bestemming te geven. De groep Van Roey en architectenbureau Sameyn & Partners wonnen deze wedstrijd. Hierbij werd de oorspronkelijke Sint-Amandstoren gesloopt en kwam er een op de nabijgelegen site van het voormalige priesterkwartier een nieuwe woontoren, de K Tower waarvan de bouw in 2015 werd aangevat.